# Fausto Reinaga
Fausto Reinaga (* 27. März 1906 in Macha, Bolivien; † 19. August 1994) war ein indigener Schriftsteller.

## Leben
Fausto Reinaga war der Sohn von Jenaro Reinaga und Alejandra Chavarría, einer Ur-Ur-Enkelin von Tomás Katari und wurde auf den Namen José Félix getauft. Beide Eltern hatten am Aufstand von 1898 unter Zárate Willka teilgenommen. Als einziger überlebender Sohn seiner Eltern – seine beiden Schwestern wurden von Großgrundbesitzern missbraucht und umgebracht, sein jüngerer Bruder Alberto starb im Militärdienst – wurde er vom Ältestenrat dazu bestimmt, in Oruro zu studieren, um später sein Volk anführen zu können. Sie gaben ihm gemäß seiner Abstammung den indianischen Namen Ruphaj Katari. Als Schriftsteller wählte er das Pseudonym Fausto Reinaga, um seine Bewunderung für Goethes Faust auszudrücken.
Fausto Reinaga wurde zum großen Vordenker und Begründer des Indianismus. Am 15. November 1962 gründete er die erste indianische Partei PIAK (Partido de Indios Aymaras y Keswas), die später in PIB (Partido Indio de Bolivia) umbenannt wurde. Bis etwa 1960 war Fausto ein glühender Verfechter des Marxismus. Er wurde 1957 nach Leipzig zu einem Gewerkschaftskongress und auch nach Russland eingeladen. Nach seiner Rückkehr nahm er in Montevideo an einem Kongress der Kommunisten teil, wo er verhaftet und sein Werk El Sentimiento Messianico del Pueblo Ruso konfisziert wurde. Die Kommunisten halfen ihm nicht, er musste von der bolivianischen Botschaft repatriiert werden. Darauf geriet er in eine Gewissenskrise. Er reiste nach Machu Picchu, wo er sich der Kraft seiner Vorfahren bewusst wurde.
In seinen späteren Werken La Revolución India (1970), Thesis India (1971), El Pensmiento Amautico (1978) und in seinem letzten Werk El Pensamiento Indio (1991) setzte er sich vehement mit der Geschichte seines Volkes auseinander und zeigte die Überlegenheit der indianischen Ideologie und Philosophie gegenüber der okzidentalen Denkweise auf. Die bolivianische Musikgruppe Ruphay kümmerte sich in Europa um die Übersetzung eines seiner Hauptwerke: América India y el Occidente. Es erschien 1974 in den Ediciones Partido Indio de Bolivia (PIB) in La Paz, 1979 in Frankreich und 1980 unter dem Titel America India und das Abendland in Deutschland.
Sein reiches Lebenswerk wurde von seiner Tochter Hilda neu aufgelegt.